# فرانسه در قرون وسطی
فرانسه در قرون وسطی دورهٔ تاریخی سرزمینی است که تقریباً در جای سرزمین امروزی فرانسه بوده از سدهٔ ۵ میلادی، یا به صورت نمادین از زمان غسل تعمید کلوویس در سال ۴۹۶ تا میانهٔ سده ۱۵ ادامه داشت. پس از حملات وایکینگ‌ها به قلمرو کارولنژی و تقسیم این امپراتوری به قدرت‌های محلی کوچک، خاندان کاپتی در اواخر قرن دهم، قدرت را در اطراف سرزمین‌های پاریس یا ایل-دو-فرانس بدست گرفتند با این حال در بازپس‌گیری قلمروی فرانک باختری ناکام ماندند و نتوانستند اشراف این مناطق را تابع خود کنند؛ به همین خاطر شاهان این سلسله رسماً خراجگزار دوک‌های نورماندی، بریتانی، بورگوندی و آکیتن و کنت‌نشین‌های فلاندر، مین، آنژو، بولوا و تولوز محسوب می‌شدند. با این حال این وضع در خاندان کاپتی ماندگار نشد و لوئی ششم ملقب به چاق و فربه و لوئی هفتم، این شرایط را دگرگون و عوض کردند و مانع از دست رفتن سلطنت خود شدند. این شاهان علاوه بر کنترل اوضاع داخلی، توانستند روابط و مناسبات نزدیکی با دستگاه پاپ ایجاد کنند تا از حمایت آن‌ها برخوردار شوند؛ بنابراین طی قرون ۱۲، شاهان کاپتی فرانسه توانستند سرزمین‌های اطراف ایل دو فرانس را یکپارچه و سلطنت را حفظ کنند تا طی قرن ۱۳، رفته رفته ثمر تلاش‌های خود را ببینند.
اواخر قرن ۱۲، فیلیپ دوم ملقب به فیلیپ آگوست پسر لوئی هفتم، در سن ۱۶ سالگی به قدرت رسید. وی طی حکومت خود به این نتیجه رسید که تا زمان برچیده نشدن قدرت و نفوذ پادشاهان پلانتاژنه انگلستان در فرانسه، خاندان در رسیدن به خواسته خود یعنی یکپارچه کردن فرانک باختری ناکام خواهد ماند؛ بنابراین جنگی علیه هنری دوم و پسرانش آغاز کرد و موفق شد قلمروی پادشاهی فرانسه را چهار برابر کند و قدرت فرانسه را وسعت بخشد. پادشاهان بعد از فیلیپ دوم نیز همچنان سرزمین‌های دیگری از طریق خرید اراضی یا ازدواج به قلمروی سلطنتی افزودند در حالی که فیلیپ دوم با جنگ به گسترش قلمرو فرانسه پرداخته بود.
در سال ۱۲۲۶، لوئی نهم به پادشاهی فرانسه رسید که به واسطه عدالت در نزد مردم و حضور در جنگ‌های صلیبی، به سنت لوئی یا لوئی قدیس مشهور شد. در زمان وی، برای نخستین بار در فرانسه، دادگاه سلطنتی که به پارلمان پاریس معروف و مشهور بود، تشکیل شد تا به شکایات و سوءاستفاده نزدیکان دربار پادشاهی رسیدگی شود. فرانسه، طی دوره بعد از لوئی نهم، سیاست‌های تمرکزگرایی خود را به‌خصوص در دوره فیلیپ چهارم ادامه داد و طی دوره پادشاهی فیلیپ چهارم بود که مجلس اتاژنرو یا مجلس فرانسه پایه‌ریزی شد تا بر وضع مالیات و تغییر قوانین نظارت کنند. تشکیل مجلس در فرانسه دال از رشد حقوق رومی در اروپا پس از بازگشت میراث کلاسیک بود؛ به خصوص با تأسیس دانشگاه پاریس طی قرن ۱۲ و ۱۳، این روند رشد، شتاب بیشتری گرفت. با این حال فرانسه طی قرن ۱۳ و ۱۴ به واسطه تلاش فیلیپ دوم و جانشینانش، تبدیل به قدرتمندترین حکومت طی قرون وسطی میانه شد.
ایجاد و گسترش کنترل اداری/دولتی (به ویژه در دوران فیلیپ دوم آگوستوس و لوئی نهم) در قرن سیزدهم. و ظهور دودمان والوآ (۱۳۲۸–۱۵۸۹)، از جمله بحران طولانی سلسله علیه خاندان پلانتاژنه و امپراتوری آنژوین آنها، که در جنگ صد ساله (۱۳۳۷–۱۴۵۳) تجلی یافت، بذر ایجاد یک دولت متمرکزتر و گسترده‌تر در دوره اولیه مدرن و ایجاد احساس هویت فرانسوی را کاشت.
از قرن ۱۲ و ۱۳ به بعد، فرانسه در مرکز یک تولید فرهنگی پر جنب و جوش بود که در بسیاری از اروپای غربی گسترش یافت، از جمله گذار از معماری رومانسک به معماری گوتیک و هنر گوتیک ; پایه‌گذاری دانشگاه‌های قرون وسطی (مانند دانشگاه‌های پاریس (تشکیل در ۱۱۵۰)، مونپلیه (۱۲۲۰)، تولوز (۱۲۲۹)، و اورلئان (۱۲۳۵) و به اصطلاح «رنسانس سده دوازدهم»؛ مجموعه رو به رشدی از ادبیات بومی سکولار (شامل «شعر حماسی فرانسه باستان»، عاشقانه جوانمردانه، تروبادور و trouvère، و غیره) و موسیقی قرون وسطی (مانند شکوفایی مکتب نوتردام چند صدایی).